# Krzywowólka
Krzywowólka – wieś w Polsce położona w województwie lubelskim, w powiecie bialskim, w gminie Sławatycze.
W latach 1954–1972 wieś należała i była siedzibą władz gromady Krzywowólka. W latach 1975–1998 miejscowość administracyjnie należała do województwa bialskopodlaskiego.
Wieś jest sołectwem w gminie Sławatycze. Według Narodowego Spisu Powszechnego z roku 2011 wieś liczyła 148 mieszkańców.
Wierni Kościoła rzymskokatolickiego należą do parafii Matki Bożej Różańcowej w Sławatyczach. We wsi znajduje się kaplica prawosławna, należąca do parafii w Zabłociu.

## Części wsi
| SIMC    | Nazwa       | Rodzaj    |
| ------- | ----------- | --------- |
| 0019494 | Majdany     | część wsi |
| 0019502 | Pasieka     | część wsi |
| 0019519 | Prosta      | część wsi |
| 0019525 | Tymiszczyce | część wsi |
| 0019531 | Zagumnie    | część wsi |
| 0019548 | Zaogrodzie  | część wsi |

## Historia
W wieku XIX Krzywowólkę opisano jako wieś i folwark w powiecie bialskim, gminie Miedzyleś, parafii rzymskokatolickiej Kodeń (prawosławnej Zabłoć). W 1827 r. było tu 46 domów i 305 mieszkańców. W 1883 roku domów było 50, mieszkańców 363 z gruntem 1800 mórg.